# Microcos urbaniana
Microcos urbaniana är en malvaväxtart som beskrevs av Karl Ewald Maximilian Burret. Microcos urbaniana ingår i släktet Microcos och familjen malvaväxter. Inga underarter finns listade i Catalogue of Life.